# Björsjö (Hedesunda socken, Gästrikland)
Björsjö är en sjö i Gävle kommun och Sandvikens kommun i Gästrikland och ingår i Dalälvens huvudavrinningsområde. Sjön har en area på 0,043 kvadratkilometer och ligger 58 meter över havet. Sjön avvattnas av vattendraget Björsjökanal.

## Delavrinningsområde
Björsjö ingår i det delavrinningsområde (669194-155880) som SMHI kallar för Mynnar i Ålboån. Medelhöjden är 61 meter över havet och ytan är 18,29 kvadratkilometer. Det finns inga avrinningsområden uppströms utan avrinningsområdet är högsta punkten. Björsjökanal som avvattnar avrinningsområdet har biflödesordning 3, vilket innebär att vattnet flödar genom totalt 3 vattendrag innan det når havet efter 72 kilometer. Avrinningsområdet består mestadels av skog (52 procent) och sankmarker (40 procent). Avrinningsområdet har 0,04 kvadratkilometer vattenytor vilket ger det en sjöprocent på 0,2 procent.